# دان ديكرسون
دان ديكرسون (بالإنجليزية: Dan Dickerson)‏ هو معلق رياضي أمريكي، ولد في 13 نوفمبر 1958 في برمنغهام في الولايات المتحدة.